# Шкала Росси — Фореля
Шкала Росси — Фореля (англ. Rossi-Forel scale) — шкала интенсивности землетрясений, использовалась для оценки силы землетрясений.
По 10-балльной шкале Росси — Фореля интенсивности землетрясения интервал 7—10 баллов соответствует интервалу 6—9 баллов 12-балльной шкалы (шкала Медведева в СССР и шкала Меркалли, применяемая в США и некоторых других странах).
Разработана итальянским сейсмологом Микеле Стефано де Росси и швейцарцем Франсуа-Альфонсом Форелем в конце XIX века. Использовалась в течение двух десятилетий до введения шкалы интенсивности Меркалли в 1902 году.
В этой шкале землетрясения разделяются по силе на следующие десять классов:
- микроскопические колебания, не ощутимые для человека и обнаруживаемые только чувствительными сейсмографами;
- чрезвычайно слабые сотрясения, записанные сейсмографами и ощутимые людьми, находящимися в состоянии покоя;
- весьма слабые сотрясения, ощущаемые большинством людей, находящихся в состоянии покоя;
- слабые сотрясения почвы, ощущаемые людьми, находящимися в движении и состояния физической деятельности (дребезжание оконных стекол);
- посредственные колебания, ощущаемые всеми (колебания мебели и кроватей);
- чувствительные удары (пробуждение всех спящих, остановка часов с маятником, шелест деревьев);
- сильные удары (опрокидывание предметов, звон больших колоколов);
- весьма сильные удары (образование трещин в стенах, разрушение дымовых труб, незначительные опустошения);
- чрезвычайно сильные удары (разрушение отдельных частей зданий или целых построек);
- необыкновенной силы удары (всеобщее разрушение, трещины и сбросы в земной коре, обвалы и оползни в горах).